# Lazzaro Grimaldi Cebà
Il Serenissimo Lazzaro Grimaldi Cebà (Genova, 1520 – Genova, 16 febbraio 1599) fu l'81º doge della Repubblica di Genova.

## Biografia

Stemma nobiliare dei Cebà

Approssimative e scarne le notizie biografiche sulla figura di Lazzaro Grimaldi Cebà. Figlio di Domenico e Clara De Calvi, nacque a Genova nel 1520. Affiliato all'Albergo della famiglia dei Grimaldi, ricoprì quasi sicuramente diverse cariche pubbliche.
Tra queste divenne nel 1573 signore-feudatario del feudo genovese di Masone, nella valle Stura, territorio che acquisì per la cifra di 17000 scudi d'oro dai fede commissari di Battina Pallavicini, madre di Marzia Centurione sua moglie.
Nel borgo attuò diverse e prestigiose opere difensive quali un nuovo castello, nuove mura nella zona settentrionale del paese e abitazioni fortificate nella parte più meridionale per i lavoratori impiegati nell'attività siderurgica delle ferriere locali. Lo stesso Grimaldi Cebà fu il promotore inoltre dell'edificazione della chiesa di Nostra Signora Assunta, antica parrocchiale di Masone, avvenuta tra il 1580 e il 1584.
Venne eletto al titolo dogale il 7 dicembre 1597, la trentaseiesima in successione biennale e l'ottantunesima nella storia repubblicana, nonostante una non facile elezione per via degli scontri dei due principali partiti capeggiati da Ambrogio Spinola e Cosimo Centurione (suoi sostenitori alla nomina) con l'altro fronte nobiliare guidato dal potente Giovanni Andrea Doria.
Sul finire del 1598 dopo una sosta a Genova presso la villa del Principe, dove ricevettero la visita di un già affaticato e malato doge Grimaldi Cebà, s'imbarcarono dal porto genovese con direzione Spagna i vari rappresentanti nobiliari e personalità di corte al seguito di Margherita d'Austria e dell'arciduca Alberto d'Austria per i previsti matrimoni con Filippo III di Spagna e con Isabella Clara Eugenia d'Asburgo. La fatica procurata dagli eventi minarono ancor di più la già precaria salute del doge tanto che, dopo alcuni giorni di fermo a letto, un successivo attacco di ictus ne provocò il decesso il 16 febbraio 1599. Il suo dogato si arrestò, pertanto, ben dieci mesi prima della scadenza naturale del mandato. La salma fu sepolta all'interno della chiesa di Santa Maria della Cella a Sampierdarena.
Dal matrimonio con Marzia Centurione non nacquero figli e alla sua morte l'eredità - consistente anche di un palazzo nel centro storico di Genova - fu acquisita dal figlio di sua sorella Peretta, il nipote Gio. Domenico Spinola.